# Betanja
Betanja – wieś w Słowenii, w gminie Divača. W 2018 roku liczyła 15 mieszkańców.